# Sounds (deutsche Zeitschrift)

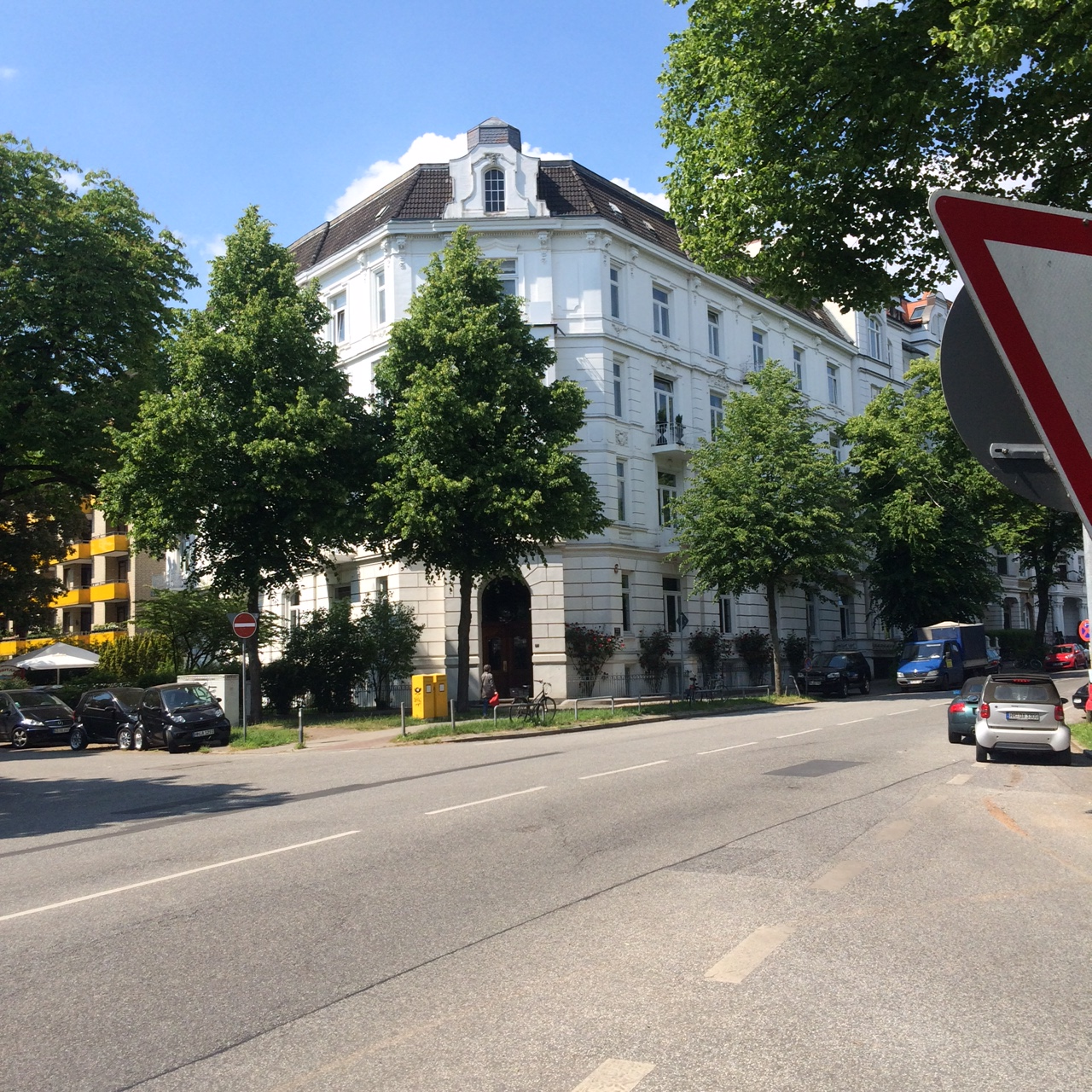
Einer der Redaktionssitze von Sounds während der Jürgen-Legath-Ära, Heilwigstraße 33/Ecke Isestraße, Hamburg

Sounds war eine deutsche Musikzeitschrift, die von 1966 bis 1983 erschien.
Anfangs lag der Schwerpunkt auf Free Jazz, ab 1968 dann beim Progressive Rock. Gegen 1978/79 verlagerte sich der Schwerpunkt auf die (damals in Deutschland noch wenig bekannte) Punk- und New-Wave-Musik. Im Laufe der Zeit avancierte Sounds zum ersten deutschen Popmusik-Magazin.
Ein Versuch des Springer-Verlags, die Zeitschrift 2008 wiederzubeleben, scheiterte nach wenigen Ausgaben.

## Gründer und Namensgeber
Gründer, Verleger und Schreiber in einer Person war der zuvor als Tourneemanager tätige und nebenher Gedichte verfassende Rainer Blome (* 13. Januar 1941 in Solingen; † 13. September 1995 in Köln). Die erste, zu Beginn rein auf zeitgenössischen Jazz ausgerichtete Ausgabe von Sounds kam 1966 in Solingen, ihr Untertitel lautete Die Zeitschrift für Neuen Jazz. Auf dem Cover ist der Free-Jazz-Saxophonist Peter Brötzmann, bester Freund von Blome. Mit ihm und mit Peter Kowald betrieb Blome die „New Jazz Artists’ Guild“. Zur Wahl des Namens Sounds wurde Blome durch eine Bemerkung des Jazz-Saxophonisten Albert Ayler angeregt, die denn auch als programmatisches Motto im ersten Heft zu lesen ist: „Our music is no longer about notes, it’s about sounds“.

## Geschichte
Das Auf und Ab in der Gesamtentwicklung des Heftes zeigt sich an den siebenmal gewechselten Redaktionssitzen: Die Erstausgabe erschien 1966 in Solingen (Entenpfuhl 4), zwischen 1968 und 1972 hatte die Redaktion nacheinander drei verschiedene Kölner Standorte (Isabellenstraße 18a; Ubierring 13; Hohestraße 156) und von 1973 bis 1983 in Hamburg wechselte sie von der Heilwigstraße 33 erst in den Winterhuder Weg, dann an den Steindamm. Es spiegelt in der Erscheinungsweise wider, die sich erst nach und nach eingependelt hat: erst unregelmäßig, dann zweimonatlich, in den Blütezeiten von Sounds schließlich eine Ausgabe pro Monat.

### Rainer Blome
Hatte sich Sounds im ersten Jahr des Erscheinens ausschließlich mit dem Free Jazz solcher Musiker wie Ornette Coleman, Sonny Rollins und Albert Ayler beschäftigt, kündigte sich im Jahre 1967 mit einer Rezension der LP Freak Out von Frank Zappas Band Mothers of Invention bereits die allmähliche Hinwendung zur Rockmusik an. Bald schon stand Rockmusik im Zentrum des Redaktionsinteresses und die Berichterstattung über aktuellen Jazz fristete nur noch ein Schattendasein. Die Konsequenz: Ab 1969 nannte sich Sounds im Untertitel Magazin zur Popmusik.
Was einst als kleines unregelmäßig erscheinendes Fanzine auf gräulichem Abzugspapier gestartet wurde, entwickelte sich unter Blome im Laufe der Zeit zum regelmäßig erscheinenden Periodikum und wegen seines profunden Umgangs mit Musik zu einem meinungsbildenden Magazin ersten Ranges. War es zwar meinungs-, so war es jedoch keineswegs auflagenstark. Auch eine eigene Österreich-Beilage, ein vierseitiges Faltblatt in Schwarz-Weiß, an dem die österreichischen ORF-Radiojournalisten Wolfgang Kos und Michael Schrott und Günter Brödl mitarbeiteten, trug nicht nennenswert zur Auflagensteigerung bei.
1972 kam es zum Wechsel des Verlegers. Der die Krautrock-Band Ihre Kinder promotende Manager Jonas Porst, Sohn des linken Nürnberger Fotounternehmers Hansheinz Porst, steckte Kapital in Sounds und versprach: „Nun sind alle Etats erhöht, und den Leuten in der Redaktion sind alle Existenzsorgen genommen. Niemand ist mehr gezwungen, die Zeitschrift, zwar mit ganzem Herzen, aber doch nebenberuflich zu machen.“ Doch nur fünf Monate später existierte gar kein Arbeitsplatz mehr für Blome. Nach Auseinandersetzungen mit Porst – wohl um dessen nicht eingehaltene Zusage, ihn zum Chefredakteur mit entsprechenden inhaltlichen Entscheidungsbefugnissen zu machen – schied der Sounds-Gründer unerwartet aus und taucht im August-Heft des Jahres lediglich als Mitarbeiter auf. Diedrich Diederichsen beschrieb Blome, der 1995 starb, posthum als „eine extrem interessante Figur“, die „äußerst meinungsintensiv und aggressiv und auch leidenschaftlich“ zu schreiben verstand.

### Jürgen Legath (ab 1972)
Übergangsweise führte Michael Wallossek die Redaktion, bevor im August 1972 der durch seine Tätigkeit beim Stern als profiliert ausgewiesene Graphikdesigner Jürgen Legath an Bord geholt wurde. Dessen ausgesprochene Idealvorstellung eines zeitgemäßen Musikmagazins war am amerikanischen Rolling Stone ausgerichtet. Spätestens mit der Dezember-Ausgabe von Sounds war dies auch für die Leserschaft bereits am Kiosk unübersehbar. Statt des bisherigen DIN-A 4-Formats (210 × 297 mm), erschien Sounds im Magazinformat (210 × 280 mm), im Vierfarbdruck, auf hochwertigem Papier. Auch das Layout im Inneren des Heftes wurde von Legath umgestaltet. Rubriken wie Inhaltsverzeichnis („In diesem Heft“), Leserbriefe, News, Tourneedaten, Features, Berichte von Livekonzerten, Plattenkritiken sowie die Spalte Filme/Bücher – alles wurde in eine Form gebracht, die bis zum Ende von Sounds weitestgehend erhalten geblieben ist.
Als Jürgen Legath 1973 die Notwendigkeit einer Übersiedlung der Redaktion von Köln nach Hamburg, wo seinerzeit nahezu alle großen Plattenfirmen residierten, ins Spiel und energisch in Gang brachte, stieg Porst aus – und Legath erwarb das Blatt kurzerhand selbst, verantwortlicher Herausgeber und Eigentümer in einer Person.
Im Februar 1974 gründeten der Kaufmann Claus Grötschel und der Journalist Gerhard Johannes „Hannes“ Solbach die „Sounds Verlag GmbH“ als Komplementär zur vorhandenen „Sounds Verlagsgesellschaft mbH. & Co.“ für die Herausgabe und den Verlag von Sounds. Später wurde Grötschel alleiniger Geschäftsführer, ab August 1975 wurde der Kaufmann Wolfgang Schrader (vorher Assistent des Vorstandsvorsitzenden Manfred Fischer von Gruner + Jahr) neben Grötschel Geschäftsführer und im selben Jahr auch Gesellschafter. Im Handelsregister wurde Solbach im Mai 1976 durch Schrader ersetzt. Ab Dezember 1979 schied Schrader aus der Geschäftsführung aus. Grötschel und Schrader kauften im Oktober 1975 auch die deutschen Ausgaben der Zeitschriften Musik Express und Popfoto.
Drei Personen bildeten den Kern der Redaktion: Jürgen Legath, genannt „Commander“, sowie dessen „Kumpel“ Jörg Gülden, Schreiber (Pseudonym Dr. Gonzo) und Bandmitglied von Flying Klassenfeind und Teja Schwaner, ein produktiver Englisch-Übersetzer und Autor im Bereich Popkultur. Alle drei schätzten die subjektive Schreibweise des deutschsprachigen Popjournalismus der 60er-Jahre. Folgerichtig waren Legath, Gülden und Schwaner Fans all dessen, was vom New Journalism aus Amerika herüberkam, besonders Hunter S. Thompson und der so genannte Gonzo-Journalismus. Aus dieser Position heraus, gab es eine große Offenheit für jede Art von „Rock-Schreibe“ (Diederichsen), frei nach Neuterts Provo-Parole: „Nur nicht sachlich werden, immer schön persönlich bleiben.“
Für die Zeitschrift schrieben unter anderem Werner Büttner, Detlef Diederichsen (unter dem Pseudonym Ewald Braunsteiner), dessen Bruder Diedrich Diederichsen, Andreas Dorau, Peter Glaser, Peter Hein, Alfred Hilsberg, Rainer B. Jogschies (Deutsch-Rock, Festivals, Musikerinitiativen), Hans Keller, Kid P. (eigentlich Andreas Banaski), Michael O.R. Kröher, Reinhard Kunert, Joachim Lottmann, Albert Oehlen, Olaf Dante Marx, Georg Seeßlen, Joachim Steinhöfel und Alexander Sevschek (unter den Pseudonymen Xao Seffcheque und O.R.A.V.).
Was sie einte, war ein linker Gestus, eines „nicht näher definierten Haufen(s) von Seinesgleichen“, der sich laut einer späten Selbstkritik von Diederichsen  „außerhalb jeder praktischen Politik, aber auch außerhalb jedes politischen Verhältnisses zur zeitgenössischen Politik aufhielt.“
Aus ihren Reihen kam gegen 1978/79 der wichtige Impuls, den thematischen Schwerpunkt von Sounds von der Rockmusik auf die (damals in Deutschland noch wenig bekannte) Punk- und New-Wave-Musik zu verlagern.
Im Zuge dieser Entwicklung geriet Sounds sogar zu einer Art „Zentralorgan“ der Neuen Deutschen Welle, was einer Vielzahl (vermutlich älterer) Abonnenten gar nicht gepasst hat. Die Auflagenzahlen sanken. Und die Krise der Plattenindustrie, die immer weniger Anzeigen schaltete, tat ihr Übriges.
Im Januar 1983 erschien die letzte Ausgabe von Sounds.

### Marquard/Springer
Noch im selben Jahr verkaufte Legath Sounds an den Schweizer Verleger Jürg Marquard. Der verlegte bereits Musikexpress und brachte nun beide Periodika unter dem Doppeltitel Musikexpress Sounds als eins heraus. Und dies auf eine Weise, die inhaltlich und von der Schreibweise her weitgehend dem traditionellen Musik- und Journalismus-Verständnis des Musikexpress entsprach. Zahlreiche Redakteure und Autoren von Sounds sprangen daraufhin ab und wechselten zur Zeitschrift Spex.
Im Mai 1983 verkaufte Grötschel die Sounds Verlag GmbH.
Nach einer Übernahme durch den Axel-Springer-Verlag im Jahr 2000 hieß es nur noch Musikexpress. 2008 wiederum versuchte genau dieser Verlag die Sounds noch einmal wiederzubeleben und ging mit einer Startauflage von 50.000 Exemplaren auf den Markt, was scheiterte. Nach sieben Ausgaben wurde das Unternehmen gestoppt und im November 2009 wieder gänzlich eingestellt.